# Sephora
Sephora (рус. Сефора́) — сеть парфюмерно-косметических магазинов. Sephora основана в 1970 году. В 1997 году её купил французский холдинг Louis Vuitton Moet Hennessy (LVMH), один из крупнейших в мире производителей предметов роскоши. Марка представляет 28 видов продукции на мировом рынке, среди которых — продукты ухода за лицом, телом, продукты для макияжа, коллекцию кистей (более 60 наименований), косметички, аксессуары, широкую банную линию. В ассортименте магазинов представлены товары более 250 торговых марок (косметика, парфюмерия, продукты для ванны и душа, для ухода за волосами).

## История
В 1970 году компания Nouvelles Galeries открыла в Париже первый парфюмерный магазин под названием Sephora. Затем магазин был выкуплен британской Boots PLC, которая открыла 38 торговых точек с таким названием по всей Франции. В 1993 году эту сеть магазинов приобрёл предприниматель Доминик Мандоно, который объединил её с собственной сетью, носившей название Shop 8. Мандоно приписывают создание и развитие идеи контролируемого самосервиса, при котором покупатель может попробовать продукт перед покупкой. В 1996 году Sephora открыла собственный бренд косметики и аксессуаров под одноимённым названием — SEPHORA. В 1997 году был открыт магазин на Елисейских полях. В июле 1997 года Мандоно и его партнёры продали Sephora компании LVMH, которая сделала сеть магазинов международной.
Магазины Sephora начали открываться по всему миру. В 1998 году магазин появился в Нью-Йорке (США), в 2004 — в Торонто (Канада). Главный офис компании в Северной Америке расположен в Сан-Франциско. В 2013 году общий доход превысил 4 млрд долларов. На начало 2019 года в сети Sephora находилось более 2300 магазинов в 33 странах.

## Сеть
Sephora запустила свой интернет-магазин в США в 1999 году и в Канаде в 2003 году. В 2013 году у Sephora было 1750 точек продаж в 30 странах мира. В 2017 году было заявлено о совместной программе между Sephora и Kat Von D.

### Sephoraв России
В феврале 2003 года LVMH объявила о намерении открыть парфюмерные магазины Sephora в России. Чтобы закрепить бренд на российском рынке, LVMH заключила договор франчайзинга с организацией «Алькор и Ко», которая является владельцем сети магазинов Л’Этуаль. Таким образом, «Алькор и Ко» получила право на использование торговой марки Sephora и стала заниматься развитием бренда в России. Первый магазин Sephora был открыт 18 декабря 2003 в Москве в торговом центре «Рамстор-Сити» (ныне — «Капитолий») на пересечении МКАД и Ленинградского шоссе. Товары торговой марки продавались и в магазинах Л’Этуаль. Соглашение о сотрудничестве между компаниями продлилось до 31 декабря 2010 года, затем все российские бутики Sephora закрылись.
В 2008 году LVMH приобрела 45 % акций российской сети «Иль де Ботэ», в 2011 году увеличила долю до 65 %, а в 2016 полностью выкупила торговую сеть. 
В 2022 году, из-за российского вторжения на Украину, LVMH приостановил деятельность в России, а 70 магазинов сети «Иль де Ботэ» продал генеральному директору сети Евгению Дроздову.